# Anna Hrycaj
Anna Hrycaj – polska prawniczka, doktor habilitowana nauk prawnych, wykładowczyni na Uczelni Łazarskiego w Warszawie, Dyrektor Instytutu Prawa Upadłościowego i Restrukturyzacyjnego oraz Badań nad Niewypłacalnością Uczelni Łazarskiego w Warszawie.
Absolwentka Wydziału Prawa i Administracji Uniwersytetu im. Adama Mickiewicza w Poznaniu, gdzie doktoryzowała się w 2006 roku na podstawie rozprawy doktorskiej pt. „Syndyk masy upadłości” (promotor: prof. dr hab. Feliks Zedler). W 2012 roku uzyskała stopień doktora habilitowanego na Wydziale Prawa i Administracji Uniwersytetu im. Adama Mickiewicza w Poznaniu na podstawie pracy pt. „Jurysdykcja krajowa w sprawie o ogłoszenie upadłości objętej zakresem zastosowania Rozporządzenia Rady (WE) nr 1346/2000 w sprawie postępowania upadłościowego”.
Profesor Uczelni Łazarskiego w Warszawie, sędzia Sądu Apelacyjnego w Warszawie z wieloletnim doświadczeniem orzeczniczym w sprawach upadłościowych, przedstawiciel rządu w ramach prac legislacyjnych dotyczących prawa upadłościowego i restrukturyzacyjnego w Sejmie i Senacie, członek Rady Legislacyjnej XIII i XIV kadencji, osoba sprawująca nadzór jakości w ramach projektu Krajowego Rejestru Zadłużonych. W latach 2010–2011 członek państwowej Komisji Egzaminacyjnej powołanej przez Ministra Sprawiedliwości dla osób, które ubiegają się o licencję syndyka. W 2012 ekspert Komisji Europejskiej do spraw nowelizacji europejskiego prawa upadłościowego. Od 2013 przewodnicząca zespołu powołanego przez Ministra Sprawiedliwości ds. przygotowania projektów ustaw z zakresu prawa upadłościowego i restrukturyzacyjnego.
Przykładowe publikacje książkowe
- Prawo restrukturyzacyjne. Komentarz, wyd. III, P. Filipiak (red.), A. Hrycaj (red.), Warszawa 2023, Wolters Kluwer Polska, LEX/el. 2023
- P. Filipiak, A. Hrycaj, J. Rak, B. Sierakowski, Postępowanie upadłościowe w praktyce sądów powszechnych, Warszawa 2023, Wydawnictwo Instytutu Wymiaru Sprawiedliwości
- European Insolvency Proceedings: Commentary on EU-Regulation 2015/848 on Insolvency Proceedings (Recast), edited by P. Filipiak, A. Hrycaj, ISBN 978-94-035-3410-7, Wolters Kluwer 2021
- P. Filipiak, A. Hrycaj, B. Sierakowski, Postępowanie restrukturyzacyjne w praktyce sądów powszechnych, Warszawa 2021, Wydawnictwo Instytutu Wymiaru Sprawiedliwości
- Prawo restrukturyzacyjne i upadłościowe. System Prawa Handlowego. Tom 6, A. Hrycaj (red.), A. Jakubecki (red.), A. Witosz (red.), wyd. 2, Warszawa 2019, C.H. Beck
- A. Hrycaj, Jurysdykcja krajowa w sprawie o ogłoszenie upadłości objętej zakresem zastosowania Rozporządzenia Rady (WE) nr 1346/2000 w sprawie postępowania upadłościowego, Warszawa 2011, Wolters Kluwer Polska
- A. Hrycaj, Syndyk masy upadłości, Poznań 2006, Wydawnictwo Wyższej Szkoły Komunikacji i Zarządzania w Poznaniu